# Музей нафти і газу в Бобрці
Музей нафтової і газової промисловості в Бобрці (Польща) — нафтова копальня в Бобрці, нині Музей нафтової та газової промисловості. Локалізація — в Бобрці в гміні Хоркувка, поблизу Кросно.
Музей розповідає про зародження нафтової промисловості в Польщі, репрезентує історичні об'єкти, що ілюструють походження польської нафтової промисловості: Включає:
- Обеліск на честь заснування Бобрського олійного заводу, встановлений І. Лукасевичем[3] у 1854 році.
- Дві діючі ручні нафтові свердловини «Франек» і «Яніна», а також низка залишків подібних споруд 1854—1880 років. Найзначніші пам'ятки цього музею включають оригінальний ствол нафтової свердловини, що працює донині, оригінальні інструменти, майстерню та кузню часів Лукасевича.

- Вісім дерев'яних будівель ХІХ ст., колишні майстерні, кузні, котли, насосні, склади, службові та житлові риміщення. Діючі свердловини 1890-х років.
- Системи передачі для живлення насосів нафтових свердловин, старовинних нафтопроводів і нафтосховищ.
- Книги, журнали, карти, фотоальбоми, атестати, технічна документація та креслення. Є також фотокопії рідкісних документів, що датуються життям І. Лукасевича та інших піонерів нафтової промисловості.